# Castelserás
Castelserás ist eine Stadt und Gemeinde (municipio) mit 801 Einwohnern (Stand: 2024) in der Provinz Teruel in der Autonomen Region Aragón in Spanien. Zur Gemeinde gehört die Wüstung Camarón.

## Lage
Castelserás liegt etwa 105 Kilometer nordöstlich von Teruel in einer Höhe von ca. 380 m am Río Guadalope.

## Bevölkerungsentwicklung
| Jahr      | 1970 | 1981 | 1991 | 2001 | 2011 | 2021 |
| Einwohner | 1099 | 1009 | 938  | 824  | 834  | 788  |

## Sehenswürdigkeiten
- Kirche Mariä Geburt (Iglesia de Natividad de Nuestra Señora)
- Barbarakapelle

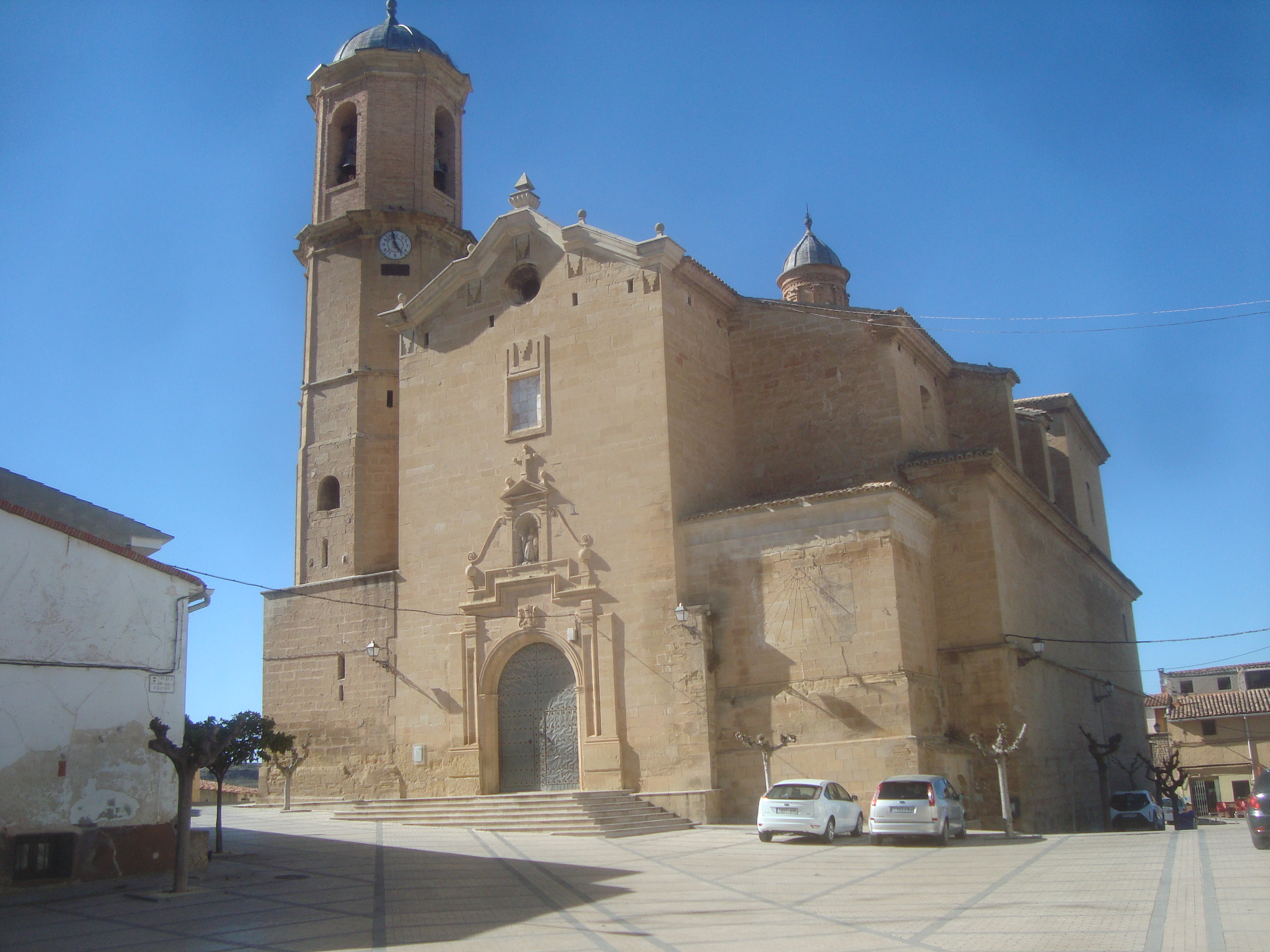
Kirche Mariä Geburt
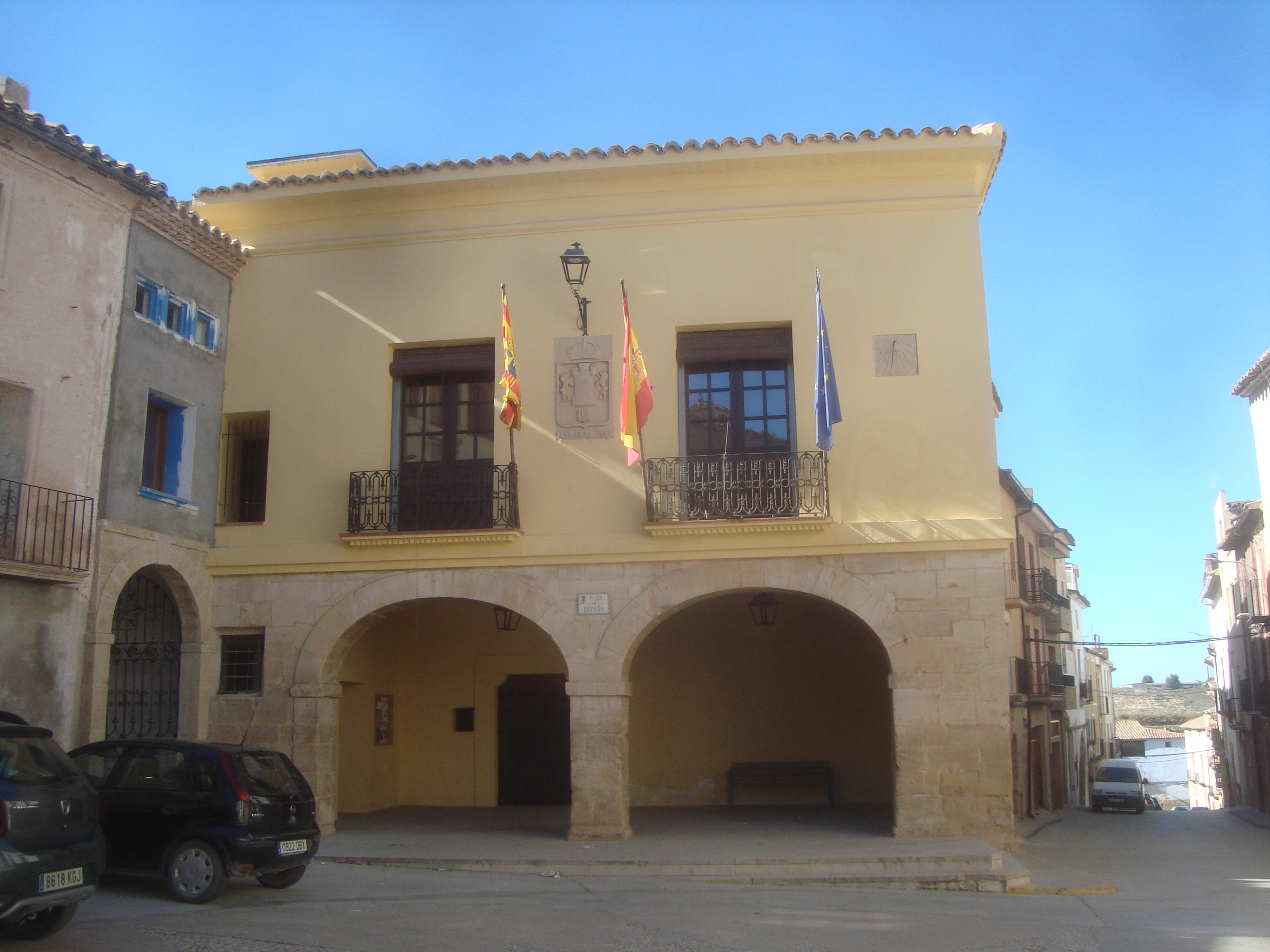
Rathaus

## Persönlichkeiten
- Santiago Salvador Franch (1862–1894), Anarchist, übte einen Brandanschlag auf das Gran Teatre del Liceu in Barcelona aus (20 Tote)
- Ramiro Moliner Inglés (1941–2024), römisch-katholischer Erzbischof, Diplomat des Heiligen Stuhls
- Carmen Valero (1955–2024), Mittel-/Langstreckenläuferin